# Championnat International de France Professionnel
Championnat International de France Professionnel (Franska professionella mästerskapen) var ett professionell tennismästerskap. Det grundades 1930 och arrangerades under den period fram till 1968 då proffsspelare inte var välkomna att spela i tennisens Grand Slam-turneringar.

## Historik
Turneringen spelades åren 1930–68 på grusunderlag på Roland Garros tennisstadion i Paris, utom mellan 1963 och 1967 då den istället spelades i Paris inomhus på träunderlag. Bland segrarna i turneringen kan nämnas Bill Tilden 1934 och Ellsworth Vines 1935. Senare segrare är Ken Rosewall som 1958 och 1960–66 vann titeln åtta gånger. Turneringens två sista omgångar vanns av Rod Laver. 
Det skall noteras att vissa oklarheter råder beträffande turneringens status perioden 1930–33.

## Turneringssegrare
| År        | Segrare         | Finalmotståndare | Resultat                |
| --------- | --------------- | ---------------- | ----------------------- |
| 1930      | Karel Koželuh   | Albert Burke     |                         |
| 1931      | Martin Plaa     | Robert Ramillon  |                         |
| 1932      | Robert Ramillon | Martin Plaa      |                         |
| 1933      | Spelades inte   |                  |                         |
| 1934      | Bill Tilden     | Martin Plaa      |                         |
| 1935      | Ellsworth Vines | Hans Nüsslein    |                         |
| 1936      | Henri Cochet    | Robert Ramillon  |                         |
| 1937      | Hans Nüsslein   | Henri Cochet     |                         |
| 1938      | Hans Nüsslein   | Bill Tilden      | 6-0, 6-1, 6-2           |
| 1939      | Donald Budge    | Ellsworth Vines  |                         |
| 1940-1955 | Spelades inte   |                  |                         |
| 1956      | Tony Trabert    | Pancho Gonzales  |                         |
| 1957      | Spelades inte   |                  |                         |
| 1958      | Ken Rosewall    | Lew Hoad         |                         |
| 1959      | Tony Trabert    | Frank Sedgman    |                         |
| 1960      | Ken Rosewall    | Lew Hoad         |                         |
| 1961      | Ken Rosewall    | Pancho Gonzales  |                         |
| 1962      | Ken Rosewall    | Andrés Gimeno    |                         |
| 1963      | Ken Rosewall    | Rod Laver        | 6-8, 6-4, 5-7, 6-3, 6-4 |
| 1964      | Ken Rosewall    | Rod Laver        | 6-3, 7-5, 3-6, 6-3      |
| 1965      | Ken Rosewall    | Rod Laver        | 6-3, 6-2, 6-4           |
| 1966      | Ken Rosewall    | Rod Laver        | 6-3, 6-2, 14-12         |
| 1967      | Rod Laver       | Andrés Gimeno    |                         |
| 1968      | Rod Laver       | John Newcombe    |                         |